# Diecéze rodezsko-vabreská
Diecéze Rodez (-Vabres) (lat. Diocesis Ruthenensis (-Vabrensis), franc. Diocèse de Rodez et Vabres) je francouzská římskokatolická diecéze. Leží na území departementu Aveyron, jehož hranice přesně kopíruje. Sídlo biskupství i katedrála Notre-Dame de Rodez se nachází ve městě Rodez. Diecéze je součástí toulouské církevní provincie.
Od 2. dubna 2011 je diecézním biskupem Mons. François Fonlupt.

## Historie
Biskupství bylo v Rodez založeno v průběhu 5. století.
Papež Jan XXII. založil 11. července 1317 diecézi Vabres, vydělením z rodezské diecéze.
V důsledku konkordátu z roku 1801 bylo 29. listopadu 1801 bulou papeže Pia VII. Qui Christi Domini zrušeno velké množství francouzských diecézí, mezi nimi také diecéze Rodez, jejíž území bylo včleněno do diecézí Cahors a Saint-Flour; zrušena byla také diecéze Vabres, jejíž území bylo včleněno do diecézí Cahors a Montpellier (dnes arcidiecéze).
Biskupství v Rodez bylo obnoveno bulou Paternae caritatis 6. října 1822.
Dne 27. května 1875 byl změněn název diecéze na Rodez a Vabres.
Od 8. prosince 2002 je diecéze Rodez a Vabres sufragánem toulouské arcidiecéze; do té doby byla sufragánní diecézí arcidiecéze Albi.